# Sena (Aragó)
Sena és un municipi aragonès situat a la província d'Osca i enquadrat a la comarca dels Monegres. El 2023 tenia 484 habitants.